# وصمة

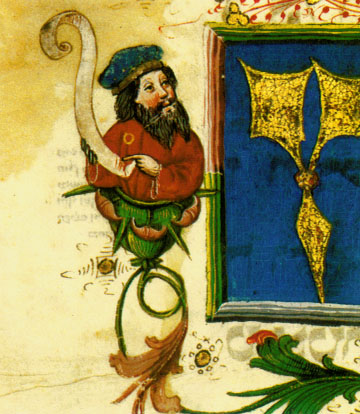

الوصمة أو السمة هي الرفض الاجتماعي الشديد لشخص أو مجموعة من الناس وذلك لأسباب اجتماعية مميزة مقبولة عند الغالبية، بحيث أن فاعل الأمر المسبب للوصمة يكون موسوماً بها، ومميزاً عن باقي أفراد المجتمع.
يمكن للوصمة الاجتماعية أن ينشأ من مدى فهم مفاهيم اجتماعية مثل الاضطراب النفسي والإعاقة وأمراض مثل الجذام، بالإضافة إلى مفاهيم الإنجاب خارج العلاقة الزوجية، والتوجه الجنسي، ولون البشرة، ومدى التدين، ودرجة التعلم وغير ذلك.

## التسمية ودلالاتها
الأصل في هذه الكلمة العلامة أو الوصمة التي كانت توضع على العبيد لتمييزهم، والكلمة في سياق الطب النفسي تعني وصمة العار التي ترتبط بالمرض النفسي أو مهنة الطب النفسي، وتمتد للمستشفيات العقلية والمرضى وأقاربهم وأساليب العلاج، وينشأ عن ذلك شعور واتجاه سلبي نحو المرض النفسي يمنع الناس من التعاطف مع المرضى العقليين أو الاستفادة من خدمات الصحة النفسية، وتوجد برامج لإزالة الوصمة Destigmatization المرتبطة بالمرض النفسي.

## أشكال الوصمة
يمكن للوصمة الاجتماعية أن تكون على ثلاثة أشكال وذلك حسب تصنيف عالم النفس إرفنغ غوفمان:
1. التشوهات الخارجية أو الظاهرة مثل الندبة، أو الجذام أو البدانة أو النحولة المرضية.
2. انحرافات في سمات الشخصية مثل الاضطرابات النفسية أو إدمان المخدرات والكحول، بالإضافة إلى وجود سجل إجرامي.
3. وصمات عار قبلية، وهي التي يخرق فيها فاعلها عادات وتقاليد، سواء تخيلية أو حقيقية، ضمن القبيلة أو المجموعة العرقية أو الجنسية، كما يحدث ضمن أتباع الديانات.

## نموذج لينك وفيلان للوصم
يقترح بروس لينك وجو فيلان تواجد الوصمة عندما تتلاقى أربعة مكونات محددة:
1. يفرِّق الأفراد ويصنِّفون الاختلافات البشرية.
2. ربط المعتقدات الثقافية السائدة بين الأشخاص المصنَّفين والصفات المعاكسة المعزوّة لهم.
3. يُوضع الأفراد المُصنّفين في مجموعات مميزة تعمل على إنشاء شعور بالانفصال بين «نحن» و «هم».
4. يواجه الأفراد المصنّفون «فقدان الحالة والتمييز» ما يؤدي إلى ظروف غير متكافئة.

في هذا النموذج، يعتمد الوصم أيضًا على «الوصول إلى القوة الاجتماعية والاقتصادية والسياسية التي تسمح بتحديد الاختلافات وبناء القوالب النمطية وفصل الأشخاص المصنّفين في مجموعات متميزة والتنفيذ الكامل للاستنكار والرفض والاستبعاد والتمييز». بالتالي، في هذا النموذج، يُطبّق مصطلح الوصم «ستيغما» عند تصنيف وتنميط وفصل وفقدان الحالة والتمييز، وكلها تتواجد ضمن حالة قوة تسهّل حدوث الوصمة.

### التمايز والتصنيف
إن تحديد أي من الاختلافات البشرية ملحوظ، ومن ثم يستحق التصنيف، هو عملية اجتماعية. هناك عاملان أساسيان يجب فحصهما عند النظر إلى أي مدى هذه العملية اجتماعية. المسألة الأولى هي أن هناك حاجة إلى تبسيط كبير لإنشاء مجموعات. مجموعات واسعة من السود والبيض، مثلي الجنس ومغاير الجنس، العاقل والمريض عقليًا؛ والصغار والكبار، هي كلها أمثلة على ذلك. ثانياً، الاختلافات التي تُعتبر اجتماعيًا ذات صلة، تختلف بشكل كبير حسب الزمان والمكان. مثال على ذلك هو التركيز الذي وُضع على حجم الجبين ووجوه الأفراد في أواخر القرن التاسع عشر -والذي كان يُعتقد أنه مقياس للطبيعة الإجرامية للشخص.

### الربط بالصور النمطية
يركز المكون الثاني من هذا النموذج على ربط الاختلافات المصنّفة بالقوالب النمطية. عمل جوفمان في عام 1963 جعل هذا الجانب من الوصم بارزًا وبقي كذلك منذ ذلك الحين. جذبت عملية تطبيق بعض الصور النمطية هذه على مجموعات متباينة من الأفراد قدرًا كبيرًا من الاهتمام والبحث في العقود الأخيرة.

### نحن وهم
ثالثًا، ربط الصفات السلبية بالمجموعات يسهل الفصل إلى «نحن» و «هم». إن رؤية المجموعة المصنفة على أنها مختلفة اختلافًا جوهريًا تسبب قولبةً نمطية بقليل من التردد. تعني كلمة «نحن» و «هم» أن المجموعة المصنفة أقل إنسانية بطبيعتها وفي أقصى مدى ممكن، ليست إنسانية على الإطلاق. في هذا التطرف، تحدث الأحداث الأكثر بشاعة.

### الضرر
المكون الرابع للوصم في هذا النموذج يشمل «فقدان الحالة والتمييز». لا تشمل العديد من تعاريف الوصمة هذا الجانب، ومع ذلك، يعتقد هؤلاء المؤلفون أن هذا الفقدان يحدث بحكم طبيعتها لأن الأفراد «يُصنّفون ويُفصلون ويُربطون بصفات غير مرغوب فيها». أعضاء المجموعات المصنفة محرومون لاحقًا من أشيع فئة من فرص الحياة بما في ذلك الدخل والتعليم والرفاه العقلي وحالة السكن والصحة والعلاج الطبي. وهكذا، فإن الوصم الذي يمارسه الأغلبية، الأقوياء أو «العلويون»، يؤدي إلى آخرية الأقليات، العاجزين و«الدونيين». حيث يصبح الأفراد الموصومون متضررين بسبب الإيديولوجية التي أوجدتها «الذات»، والتي هي القوة المعاكسة لـ «الآخر». نتيجة لذلك، يصبح الآخرون مستبعدين اجتماعيًا وأولئك الأقوياء يسوّغون الاستبعاد استنادًا إلى الصفات الأصلية التي أدت إلى الوصمة.

### ضرورة وجود القوة
يؤكد المؤلفون أيضًا على دور القوة (القوة الاجتماعية والاقتصادية والسياسية) في الوصم. في حين أن استخدام القوة واضح في بعض المواقف، إلا أنه في حالات أخرى يمكن أن يصبح مُقنّعًا لأن الاختلاف بالقوة أقل وضوحًا. ومن الأمثلة المتطرفة على الموقف الذي كان فيه دور القوة واضحًا جدًا، معاملة النازيين للشعب اليهودي. من ناحية أخرى، فإن مثالاً على الموقف الذي يكون فيه أفراد مجموعة موصومة يملكون «عمليات مرتبطًة بالوصمة» }يحتاج لمصدر {هو في حالة السجناء. يمكن تخيل حدوث كل خطوة من الخطوات الموضحة أعلاه فيما يتعلق بأفكار السجناء حول الحراس. ومع ذلك، لا يمكن أن ينطوي هذا الموقف على وصم حقيقي، وفقًا لهذا النموذج، لأن السجناء ليس لديهم القوة الاقتصادية أو السياسية أو الاجتماعية للتصرّف بهذه الأفكار بأي نتائج تمييزية خطيرة.

## اقرأ أيضاً
- تابو